# Chetia mola
Espèce
Statut de conservation UICN

 EN B1ab(iii)+2ab(iii) : En danger
Chetia mola est une espèce de poisson de la famille des Cichlidés vivant dans la rivière Luongo en Zambie.

## Référence
- Balon & Stewart 1983 : Fish assemblages in a river with unusual gradient (Luongo, Africa-Zaire system), reflections on river zonation, and description of another new species. Environmental Biology of Fishes 9-3/4 pp 225-252.